# Cryptomys mechowi
Cryptomys mechowi је врста глодара из породице пешчарских слепих кучића (Bathyergidae).

## Распрострањење
Ареал врсте је ограничен на мањи број држава. 
Врста је присутна у Замбији, Анголи и ДР Конгу. Присуство је непотврђено у Танзанији и Малавију.

## Станиште
Станиште врсте су саване.

## Угроженост
Ова врста је наведена као последња брига, јер има широко распрострањење и честа је врста.